# Anello di Monaco
L'anello di Monaco è un tipico dolce della cucina mantovana.

## Descrizione
È un dolce dalla complessa preparazione prodotto artigianalmente esclusivamente dai forni e dalle pasticcerie della città di Mantova e provincia. Per molto tempo lo si è associato al periodo natalizio ma, nel ventunesimo secolo, alcuni artigiani lo propongono tutto l'anno.
Dolce di pasta lievitata, nella forma ricorda una ciambella di notevole altezza (20–30 cm), con la parte superiore leggermente sbocciata. La pasta, di colore giallo intenso, viene intrecciata in lavorazione con un ripieno, generalmente di nocciole a cui vengono aggiunti marroni o composta di frutta, alcuni artigiani aggiungono anche del liquore per profumare il ripieno. L'Anello di Monaco emana un profumo e un sapore di nocciole e burro. La parte superiore del dolce viene glassata tradizionalmente con una glassa di zucchero fondente. Per non coprire la ricchezza di aromi dell'Anello di Monaco, con il sapore dolciastro della glassa, alcuni artigiani preferiscono usare il cioccolato bianco.

## Origini[2][3]
Dal 1789 in poi, Mantova ha accolto decine di pasticceri e caffettieri svizzeri, prevalentemente immigrati dal Cantone dei Grigioni, che importarono dolci della loro tradizione come facilmente rilevabile anche da un altro tipico dolce mantovano, l'Helvetia. Ne consegue che anche le origini dell'Anello di Monaco sono da ricercarsi in area svizzera-austro-tedesca. Fu infatti nel 1798 che la famiglia di Adolf Putscher di origine svizzera, propose per la prima volta ai mantovani l'Anello di Monaco, produzione che fu poi perfezionata localmente durante la dominazione austriaca. Possiamo considerarlo la versione cisalpina del dolce germanico Gugelhupf.
riosità u

## Curiosità
L'anello di Monaco è probabilmente stato d'ispirazione agli sviluppatori Bethesda per la creazione del rotolo dolce presente nel videogioco The_Elder_Scrolls_V:_Skyrim , di aspetto praticamente uguale.